# Bergsoll
Bergsoll ist ein Gemeindeteil der Stadt Meyenburg im Landkreis Prignitz in Brandenburg.

## Geografie
Der Ort liegt einen Kilometer südlich von Meyenburg. Die Nachbarorte sind Meyenburg im Norden, Schabernack im Osten, Schmolde im Südosten, Penzlin im Süden, Ziegelei im Südwesten, Frehne im Westen sowie Krempendorf im Nordwesten.
Östlich von Bergsoll verläuft die Bahnstrecke Neustadt–Meyenburg.